# Einar Svensson
Pour les articles homonymes, voir Svensson.
John Einar « Stor-Klas » Svensson (né le 27 septembre 1894 à Stockholm en Suède et mort le 20 mars 1959 à Stockholm) est un joueur suédois de hockey sur glace puis un entraîneur de football.

## Biographie

### Les Jeux olympiques de 1920
Joueur de bandy au sein de l'IK Göta Ishockey, Svensson est sélectionné pour évoluer au poste de défenseur avec l'équipe de Suède pour le premier tournoi olympique en 1920 à Anvers en Belgique. Comme sept équipes participent au tournoi, il est décidé de distribuer les médailles selon le « système Bergvall » : l'une des sept équipe est tirée au sort et exemptée du premier tour – la France. La première phase se joue avec six matchs au premier tour puis les trois vainqueurs et l'équipe exempte du premier tour se rencontrent. Une finale est organisée à l'issue de laquelle, la médaille d'or est donnée à la meilleure équipe. Par la suite, les trois équipes éliminées par l'équipe championne participent à une deuxième phase avec une équipe exemptée de premier tour. L'équipe qui sort victorieuse de ce tour reçoit la médaille d'argent. Enfin, les trois équipes éliminées par les deux équipes médaillées se rencontrent dans une troisième phase afin d'attribuer la médaille de bronze.
Lors du quart de finale, la Suède rencontre la Belgique et ils l'emportent sur le score de 8-0. Au deuxième tour, la Suède élimine la France sur le score de 4-0 ; Svensson, qui commence le match en tant qu'attaquant, réalise une passe décisive pour le premier but de l'équipe avant d'inscrire à son tour un but contre Jacques Gaittet. Dans le même temps, le Canada joue contre les États-Unis, tombeurs des Suisses en quart de finale 29-0.
La finale de ce premier tournoi olympique oppose le Canada représenté par les Falcons de Winnipeg à l'équipe de Suède. La rencontre est jouée le 26 avril : au bout d'un peu moins de dix minutes, le Canada mène déjà avec 3-0 quand Svensson trompe pour la première et dernière fois du tournoi Byron ; les Falcons remportent la médaille d'or en gagnant le match sur le score de 12-1 avec sept buts inscrits par leur capitaine, Frank Fredrickson.
La deuxième phase pour la médaille d'argent est disputée entre les équipes ayant été battues par le Canada : les États-Unis, la Suède et la Tchécoslovaquie, cette dernière étant exemptée du premier tour. Les Suédois jouent donc le premier match de cette deuxième phase contre les Américains et ils s'inclinent 7-0. La médaille de bronze se joue entre les équipes ayant été éliminées par les Américains qui ont battu en finale pour la médaille d'argent les Tchécoslovaques 16-0.
Le match entre la Tchécoslovaquie et les États-Unis se déroule le même jour que le match entre la Suisse et la Suède, le 28 avril ; la Suède l'emporte sur le score de 4-0 et accède à la finale pour la troisième place. Josef Šroubek inscrit le seul but Tchécoslovaque du tournoi mais également le seul du match et donne la médaille d'or à son pays malgré une domination 48 lancers au but contre 2 pour les Suédois.

### Carrière d'entraîneur
Entre 1935 et 1944, il est l'entraîneur de l'équipe de football de Djurgårdens IF.